# Sabinaïte
La sabinaïte est un minéral de la classe des carbonates. Il porte le nom de Ann Phyllis Sabina Stenson (en) (1930-2015), une minéralogiste canadienne qui fut la première à recueillir des échantillons de cette espèce minérale.

## Caractéristiques
La sabinaïte est un carbonate de formule chimique Na4TiZr2O4(CO3)4. Elle cristallise dans le système monoclinique. La forme des cristaux varie entre floconneux et trapus. Les cristaux mesurent jusqu'à 0,4 mm, avec des contours pseudohexagonaux irréguliers, ils forment des agrégats calcaires compacts et des recouvrements pulvérulents.
Selon la classification de Nickel-Strunz, la sabinaïte appartient à "05.BB: Carbonates avec des anions supplémentaires, sans H2O, avec des alcalins", avec les minéraux suivants : barentsite, dawsonite et tunisite.

## Formation et gisements
La sabinaïte a été découverte dans la carrière Francon, à Montréal (Québec, Canada) dans des cavités d'un sill de silicocarbonatite (carbonatite avec une teneur en silice supérieure à 20 %). Elle a également été trouvée dans la carrière Poudrette, au Mont Saint-Hilaire, en Montérégie (Québec, Canada) dans des cavités de sodalite et de syénite associées à un complexe intrusif alcalin de gabbro-syénite,. Il s'agit des deux seuls endroits où cette espèce minérale a été trouvée.